# Дидишко В'ячеслав Йосипович
В'ячеслав Йосипович Дидишко (10 березня 1949, поблизу Гомеля) — білоруський раніше радянський, шахіст; міжнародний майстер (1982), гросмейстер (1995). Математик-програміст. П'ятиразовий чемпіон Білорусі. Переможець Всесоюзних турнірів майстрів за участю шахістів Прибалтики та Білорусі (1973 і 1974). Найкращі результати в міжнародних турнірах: Бангалор (Індія; 1981) — 6-те; Мінськ (1982) — 8-9-те; Поляниця-Здруй (1983) — 1-ше місця.

## Шахова кар'єра
1967 року єдиний раз у своїй кар'єрі виступив у фіналі чемпіонату СРСР, посівши в Харкові 42-ге місце серед 126 учасників (чемпіонат відбувся за швейцарською системою). Неодноразово здобував медалі чемпіонатів Білорусі, зокрема золоті в роках 1965, 1971, 1973, 1979, 1980, 1982 (разом з Петром Корзубовим), 1988, 1991 (разом з Євгеном Мочаловим), 1998, 1999 і 2006.
Виступив на кількох міжнародних турнірах, досягнувши успіхів, зокрема, в таких містах, як: Мінськ (1981, меморіал Олексія Сокольського, посів 2-ге місце позаду Валерія Чехова), Поляниця-Здруй (1983, Меморіал Рубінштейна, посів 1-ше місце), Мінськ (1988, меморіал Сокольського, поділив 2-ге місце разом з Володимиром Маланюком, позаду Рустема Даутова), Братислава (1992, посів 1-ше місце), Берлін (1995, турнір Berliner Sommer, поділив 1-місце разом з Гадом Рехлісом, Матіасом Вальсом і Джонні Гектором), Острава (1998, посів 2-ге місце), Свідниця (2001, посів 1-ше місце), Рожнов-під-Радгощем (2002, поділив 1-місце разом з Андрієм Ковальовим), Чартак (2003, посів 1-ше місце), Свидниця (2003, поділив 1-ше місце разом з Лукашем Циборовським), Острава (2005, посів 1-ше місце) і Літомишль (2005/06, m. і 2006/07, поділив 1-ше місце).
Від початку 1990-х років належить до основних гравців збірної своєї країни. Між 1994 і 2006 роками взяв участь у всіх семи шахових олімпіадах, 1994 року в Москві здобув срібну медаль в особистому заліку на 5-й шахівниці. Крім того, у 1992, 1997, 1999 і 2001 роках чотири рази брав участь у командних чемпіонатах Європи.
Починаючи з 2000 року є постійним учасником розіграшу клубного чемпіонату Польщі, у складі клубу AZS UMCS Люблін. Триразовий призер цих змагань: двічі срібний (2002, Любневіце і 2006, Устронь), а також бронзовий (2007, Устронь).
2010 року здобув у Арко бронзову медаль чемпіонату світу серед ветеранів (гравців старших 60 років).
Найвищий рейтинг Ело в кар'єрі мав станом на 1 липня 2004 року, досягнувши 2587 очок займав тоді 3-тє місце (позаду Олексія Александрова і Олексія Федорова) серед білоруських шахістів.

### Книжки
- Логика современных шахмат. Минск: Полымя, 1989. 362 с.

## Зміни рейтингу
| На цьому місці має відображатися графік чи діаграма, однак з технічних причин його відображення наразі вимкнено. Будь ласка, не видаляйте код, який викликає це повідомлення. Розробники вже працюють для того, щоби відновити штатне функціонування цього графіка або діаграми. | |
| | На цьому місці має відображатися графік чи діаграма, однак з технічних причин його відображення наразі вимкнено. Будь ласка, не видаляйте код, який викликає це повідомлення. Розробники вже працюють для того, щоби відновити штатне функціонування цього графіка або діаграми. |